# أنتوني شليغل
أنتوني شليغل (بالإنجليزية: Anthony Schlegel)‏ هو لاعب كرة قدم أمريكية أمريكي، ولد في 1 مارس 1981 في سيدار رابيدز في الولايات المتحدة.

## وصلات خارجية
- أنتوني شليغل على موقع مرجع كرة القدم المحترفة.كوم (الإنجليزية)